# Фордемвальд
Фордемвальд (нем. Vordemwald) — коммуна в Швейцарии, в кантоне Аргау.
Входит в состав округа Цофинген.  Население составляет 1733 человека (на 31 декабря 2007 года). Официальный код  —  4287.